# SummerSlam (2005)
SummerSlam (2005) foi o décimo oitavo evento SummerSlam promovido pela World Wrestling Entertainment (WWE), uma promoção de luta profissional americana. Aconteceu em 21 de agosto de 2005, no MCI Center em Washington, D.C.. Foi patrocinado pelo jogo eletrônico da THQ WWE Day of Reckoning 2 e contou com a participação dos lutadores dos programas Raw e SmackDown!.

## Resultados
| Nº                                          | Resultados                                                     | Estipulações                                             | Tempo |
| ------------------------------------------- | -------------------------------------------------------------- | -------------------------------------------------------- | ----- |
| Heat                                        | Chris Masters derrotou The Hurricane (com Rosey e Super Stacy) | Luta individual                                          | 1:56  |
| 1                                           | Chris Benoit derrotou Orlando Jordan (c) por submissão         | Luta individual pelo WWE United States Championship      | 0:25  |
| 2                                           | Edge (com Lita) derrotou Matt Hardy por paralisação do árbitro | Luta individual                                          | 4:50  |
| 3                                           | Rey Mysterio derrotou Eddie Guerrero                           | Luta de escadas pela custódia de Dominick                | 20:19 |
| 4                                           | Kurt Angle derrotou Eugene (com Christy Hemme)                 | Luta individual pela medalha de ouro olímpica de Angle   | 4:31  |
| 5                                           | Randy Orton derrotou The Undertaker                            | Luta individual                                          | 17:17 |
| 6                                           | John Cena (c) derrotou Chris Jericho                           | Luta individual pelo WWE Championship                    | 14:49 |
| 7                                           | Batista (c) derrotou John "Bradshaw" Layfield                  | Luta No Holds Barred pelo World Heavyweight Championship | 9:05  |
| 8                                           | Hulk Hogan derrotou Shawn Michaels                             | Luta individual                                          | 21:24 |
| (c) – Refere-se aos campeões antes da luta. |                                                                |                                                          |       |

## Informações
| Comentaristas do RAW/HEAT - Jonathan Coachman - Todd Grisham - Também Entrevistador - Jim Ross - Jerry "The King" Lawler Comentaristas do Smack Down! - Michael Cole - Tazz Gerentes Eric Bischoff - RAW Theodore Long - Smack Down! Comentaristas Espanhóis Carlos Cabrera Hugo Savinovich | Anunciadores - Lilian Garcia - Tony Chimel Juízes do RAW - Mike Chioda - Jack Doan - Chad Patton Juízes do Smack Down! - Brian Hebner - Jim Korderas - Nick Patrick - Charles Robinson |  |